# Au bout du monde à gauche
Pour plus de détails, voir Fiche technique et Distribution.
Au bout du monde à gauche (hébreu : סוף העולם שמאלה, Sof Ha'Olam Smola) est une comédie dramatique franco-israélienne écrite, produite et réalisée par Avi Nesher en 2004. 
Le film décrit, au travers des rapports de deux jeunes immigrantes, la réalité sociale d’une ville de développement où sont relégués les immigrants séfarades et orientaux. Tandis que les familles, scandalisées d’avoir été reléguées à des travaux de manœuvres au fin fond du désert au lieu de postes plus gratifiants qui leur avaient été promis dans le centre du pays, évacuent leur rancune par le biais d’une guerre des cultures entre « Français » du Maroc et « Anglais » d’Inde, leurs filles nouent des liens d’amitié et s’intègrent dans le pays à leur manière, en même temps qu’elles découvrent leur sexualité.
Le film comporte une distribution internationale dont les actrices israéliennes Liraz Charhi, Netta Garti et Ruby Porat Shoval, mais aussi des acteurs français et indiens. Les scènes extérieures ont été filmées à la Midrashat Ben Gourion.

## Synopsis
1968. L’homme marchera bientôt sur la Lune, les étudiants manifestent dans les rues et campus de Paris mais nul ne le sait dans cette petite ville en développement située dans le désert du Néguev, où les anciens immigrants marocains peinent à gagner leur vie dans les usines de capsulage. L’actualité du jour, ce sont ces nouveaux arrivants venus d’Inde, qui vivent encore comme au temps de l’Empire britannique tandis que les Juifs du Maroc regrettent la culture française dans laquelle ils ont grandi et les rapports d’exception qu’ils entretenaient avec le roi. La famille Telkar n’a rien en commun avec la famille Shoushan en face de laquelle ils ont été logés, excepté les rêves déçus et deux filles du même âge, Sarah (Charhi) et Nicole (Garti). Cette dernière, bien consciente de son pouvoir de séduction et du profit qu’elle pourrait en tirer pour rejoindre les villes du centre si convoitées, est aussi délurée que Sarah obéit aux normes en vigueur dans sa famille mais leurs différences n’empêchent pas leur amitié d’éclore.

## Distribution
- Sarah Telkar : Liraz Charhi
- Nicole Shoushan : Netta Garti
- Simone Toledano, la veuve : Aure Atika
- Roger Telkar, le père de Sarah : Parmeet Sethi
- Rachel Telkar, la mère de Sarah : Krutika Desai
- Isaac Shoushan, le père de Nicole : Jean Benguigui
- Janette Shoushan, la mère de Nicole : Ruby Porat Shoval
- Josie Shoushan, la sœur de Nicole : Rotem Abouab
- Yossi : Israel Katorza